# David L. Allara
David Lawrence Allara (* 3. November 1937 in Vallejo, Kalifornien) ist ein US-amerikanischer Chemiker, der sich mit Oberflächenchemie und chemischen Materialwissenschaften befasst. Er ist Professor an der Pennsylvania State University.
Allara studierte an der University of California, Berkeley mit dem Bachelor-Abschluss 1959 und wurde 1964 bei Saul Winstein an der University of California, Los Angeles promoviert. Als Post-Doktorand war er an der University of Oxford und ab 1965 am Stanford Research Institute. 1967 bis 1969 war er Associate Professor am San Francisco State College. 1969 bis 1984 war er Chemiker bei den Bell Laboratories (ab 1984 Distinguished Member of the Technical Staff) und anschließend bis 1987 bei Bell Communications Research. 1987 wurde er Professor an der Pennsylvania State University. 2012 wurde er dort Distinguished Professor.
Er befasst sich mit Chemie auf Oberflächen und Grenzflächen, speziell organischen Verbindungen wie Monolagen aus organischen Schwefelverbindungen auf Goldoberflächen. In den 1980er Jahren arbeitete er hier mit Ralph Nuzzo zusammen (auch in der Selbstassemblierung auf Oberflächen). Er untersucht zum Beispiel wie sich organische Reaktionen durch Beschränkung auf zwei Dimensionen verhalten und verfolgt Anwendungen in molekularer Elektronik, Chromatographie und bei biomedizinischen Implantaten.
2003 erhielt er den Adamson Award für Oberflächenchemie der American Chemical Society und 1998 den Spectrochemical Analysis Award der ACS. Ebenfalls 2003 wurde er Ehrendoktor der Universität Linköping. Er ist Fellow der American Association for the Advancement of Science und seit 2009 Fellow der Royal Society of Chemistry. Im Jahr 2022 wurde er mit dem Kavli-Preis für Nanotechnologie ausgezeichnet.
Er war Mitgründer und Direktor von Molecular Electronics Incorporated und war Mitgründer von Nanostar, NanoMolecular Sensors und Nanomolecular Devices. Allara hält vier US-Patente (2012).